# Pálya Pompónia
Pálya Pompónia (Budapest, 1992. augusztus 27. –) magyar színésznő.

## Életpályája
1992-ben Budapesten született. Főiskola előtt a Nemes Nagy Ágnes Művészeti Szakközépiskolában tanult. 2011–2016 között a Színház- és Filmművészeti Egyetem hallgatója volt. 2016–2017-ben szabadúszó, majd 2017–2021 között a székesfehérvári Vörösmarty Színház tagja volt.
Nemes Nagy Ágnes Művészeti Szakközépiskola tanára, színészmesterséget tanít.

## Filmes és televíziós szerepei
- Ízig-vérig (2019)
- Árni (2024)